# Harthorne Wingo
Harthorne Nathaniel Wingo (Tryon, 9 settembre 1947 – New York, 20 gennaio 2021) è stato un cestista statunitense, professionista nella NBA (dove ha vinto il campionato con i New York Knicks nel 1973) e nel campionato italiano.

## Carriera
In Italia ha giocato due anni a Cantù (1976-78) in serie A1 ed ha vinto 2 Coppe delle Coppe, e due anni a Mestre (in A2 e promossi in A1, 1978-80).

## Palmarès
- Campione EBA (1972)
- EBA Most Valuable Player (1972)
- Campionato NBA: 1

New York Knicks: 1973
- Coppa delle Coppe: 2

Pall. Cantù: 1976-77, 1977-78